# Benoît Langénieux
Pour les articles homonymes, voir Langenieux.
Benoît-Marie Langénieux, né le 15 octobre 1824 à Villefranche-sur-Saône et mort le 1er janvier 1905 à Reims, est un ecclésiastique français, archevêque de Reims et cardinal. Le cardinal Langénieux jouit de l'amitié de Léon XIII, qui le consulte sur toutes les questions concernant l'Église de France.
Ordonné prêtre le 21 décembre 1850 pour le diocèse de Paris, il est nommé évêque de Tarbes le 19 juin 1873, et consacré le 28 octobre 1873. Le 11 novembre 1874, il est nommé archevêque de Reims. Il est élevé au cardinalat par Léon XIII lors du consistoire du 7 juin 1886 avec le titre de cardinal-prêtre de Saint Jean de la Porte Latine. Il meurt le 1er janvier 1905.

## Biographie
Benoît Langénieux naît, à Villefranche-sur-Saône, le 15 octobre 1824 de Claude Langénieux et de Aimée Charles. Il a huit ans seulement quand sa famille vient se fixer à Paris. Son père meurt peu de temps après, laissant la lourde charge de l'éducation de trois enfants en bas âge, à sa mère, « ma mère à laquelle je dois tout, » dit-il plus tard. Il fait sa première communion le 3 juillet 1836 .
En 1839, obéissant à un attrait de plus en plus puissant, il entre au petit séminaire de Saint-Nicolas-du-Chardonnet. Cet établissement va être placé sous la direction de l'abbé Dupanloup. À cette époque, les familles les plus distinguées, séduites par le prestige du jeune supérieur, n'hésitent pas à lui confier leurs enfants, en les soumettant à toutes les exigences du règlement d'une école ecclésiastique. Le duc de Noailles (Jules Charles Victurnien), le marquis de Dreux-Brézé (Henri-Scipion-Charles), le futur général de Galliffet et Ernest Renan sont alors les condisciples du futur cardinal ; comme aussi les cardinaux Lavigerie et Foulon, de La Tour-d'Auvergne, Hugonin, Soubiranne, de Gabriac, etc. Il est un séminariste exemplaire, et ses succès constants le désignent déjà pour les destinées les plus hautes.
Pour une cause inconnue, il doit accepter, en 1846 et 1847, un préceptorat à Saint-Servan en Bretagne. En octobre 1847, Benoit Langénieux entre au séminaire Saint-Sulpice à Paris. Il est ordonné diacre le 25 mai 1850.

### Prêtre à Paris
Le 21 décembre 1850, l'abbé Langénieux reçoit l'ordination sacerdotale, des mains de Marie Dominique Auguste Sibour. Au lendemain de son ordination, il est nommé vicaire à Saint-Roch. Le vicaire de Saint-Roch fonde bientôt un patronage de jeunes filles et le confie aux Sœurs de Saint Vincent de Paul. Après neuf années de vicariat, l'abbé Langénieux se voit confier, par le choix du cardinal Morlot, les fonctions de promoteur diocésain.
En 1863, Darboy envoie l'abbé Langénieux diriger l'immense paroisse de Saint-Ambroise. Elle compte soixante-quinze mille habitants, dont les deux tiers sont des « indigents », et où tout est à créer. En trois ans, il fait bâtir de vastes écoles, qui ne lui coûteront pas moins de huit cent mille francs, et que, par un libéralisme digne d'être noté, il confie, les unes, à des congréganistes, et les autres à des laïques ; il jette les fondements de la belle église actuelle ; il crée la société des Petits Enfants de Marie ; l'œuvre du Pain dit vendredi ; celle de la Doctrine chrétienne ; il établit des fourneaux économiques, une crèche, une maison de retraite pour les vieillards, un patronage de jeunes filles, une bibliothèque paroissiale.
Au mois de janvier 1867, le pasteur qui a fait ses preuves à Saint-Ambroise est transféré à la cure de Saint-Augustin. Bien différent de celui qu'il quitte, ce quartier neuf de la capitale voit s'élever sur ses larges boulevards, autour de l'église, de style original, alors en construction, les luxueuses demeures d'une société aristocratique. Il accélère la marche des travaux de l'église, fait construire le vaste presbytère où le curé et vingt vicaires trouvent une habitation simple, mais commode et bien aménagée ; il édifie la Maison des Œuvres, destinée à abriter tout à la fois une crèche, un patronage, un asile de vieillards, une pharmacie, une bibliothèque populaire et un fourneau économique. Les résultats obtenus par l'action pastorale de l'abbé Langénieux dans ses deux paroisses ayant attiré sur lui, l'attention de l'empereur, Napoléon III désire entendre la parole qui savait captiver, chaque dimanche, un nombreux auditoire d'hommes au pied de la chaire de Saint-Augustin. Déférant au désir du souverain, Darboy charge M. Langénieux de la prédication du carême de 1870 dans la chapelle des Tuileries.
Pendant la guerre, le curé de Saint-Augustin transforme en ambulances son presbytère, ses écoles de frères et de sœurs, où se pressent bientôt jusqu'à trois cents blessés ; sa Maison des Œuvres devient un ouvroir et les paroissiens viennent y faire de la charpie ; il installe un lavoir sur la Seine pour procurer de l'ouvrage à des femmes. Un de ses anciens paroissiens de Saint-Ambroise lui procure un passeport lui permettant d'échapper aux communards lancés à sa recherche ; pendant plus d'un mois, il doit se tenir caché, dans une maison amie, pour éviter la prison et la mort.
Quand Guibert vient s'asseoir sur le siège de Darboy, il appelle le curé de Saint-Augustin à ses côtés, comme vicaire général, pour y tenir la place de Surat, archidiacre de Notre-Dame, exécuté avec son archevêque, victime du conflit entre communards et versaillais. Les talents d'administrateur que Langénieux avait déployés dans ses postes précédents vont se dépenser au profit du diocèse entier. Il inaugure le premier cercle catholique, fondé par le comte Albert de Mun. C'est lui qui prononce l'éloge funèbre de Deguerry, curé de l'Église de la Madeleine, otage de la Commune, dont il a failli partager le sort.

### Évêque de Tarbes
Tout désigne le vicaire général de Paris pour un siège épiscopal. Un décret du président de la République le nomme à celui de Tarbes, le 19 juin 1873, il est préconisé dans le consistoire du 25 juillet et sacré, le 28 octobre de la même année, à Notre-Dame de Paris. Il prend pour armes la Croix de Jérusalem, souvenir d'un pèlerinage fait en Terre-Sainte en 1853, et il inscrit au bas de son blason épiscopal la devise qui marquait, dès l'aurore de sa vie, le but unique de ses efforts : « Vivat in me Christus, Vive en moi Jésus-Christ. »
Langénieux vient à Tarbes mais à peine a-t-il le temps de parcourir son diocèse, d'obtenir pour l'église de Lourdes le titre de basilique et de jeter les plans d'une transformation du territoire de la grotte, reconnue indispensable pour permettre l'extension du pèlerinage appelé à un si prodigieux développement.

### Archevêque de Reims
Reims vient de perdre Landriot, son archevêque. Le maréchal Mac Mahon, président de la république, qui se rappelle l'ancien curé de Saint-Augustin, désire pour lui cette succession. L’évêque de Tarbes est nommé en Champagne dans la vieille métropole de la Gaule-Belgique, nommé par décret du 13 novembre 1874, il est institué le 21 décembre et date de la Ville Éternelle la première lettre pastorale adressée à sa nouvelle famille diocésaine, le 2 février 1875; Il arrive à Reims le 22 février 1875.
Langénieux préside le congrès de l'Union des Œuvres, dirigé par son ami Louis-Gaston de Ségur.
En 1875, Langénieux assiste à l'inauguration de l'Institut catholique de Paris, auquel reste attaché le nom de Maurice d'Hulst, son ancien vicaire de Saint-Ambroise ; il institue l'Adoration perpétuelle dans le diocèse ; il installe, en grande solennité, les trappistes dans l'abbaye d'Igny déjà relevée de ses ruines.
En 1879, les synodes diocésains, interrompus par le concile, la guerre et la maladie de Landriot, sont repris, et l'archevêque, pour encourager le goût de l'étude chez ses jeunes prêtres, inaugure la coutume d'envoyer, chaque année, quelques-uns d'entre eux se préparer aux grades universitaires, à l'Institut catholique de Paris. Au début de cette même année, il établit l'usage des prônes à la messe capitulaire dominicale.
Le 25 mars 1879, l'archevêque de Reims adresse au chef de l'État une lettre où il lui exprime ses craintes au sujet des projets de loi sur l'enseignement ; l'année suivante, Langénieux écrit au ministre des cultes au sujet des décrets du 29 mars.
Quelques mois plus tard, le 8 décembre 1879, au cours d'un voyage à Rome, il présente à Léon XIII la célèbre bibliothèque de la bulle Ineffabilis Deus, couronnée par ses soins d'une statue d'argent de Notre-Dame de Lourdes, et qui figure, aujourd'hui, à la place d'honneur, à l'exposition mariale du Latran. On appelle aussi cette bibliothèque du nom de l’Immaculée Conception. Le bruit se répand dans le monde populaire rémois, que c’est au moyen d’un don de 200 000 francs fait à l’archevêque par M. Félix Boisseau, des champagnes, que le pontife romain a pu bénéficier d’un cadeau aussi somptueux. Le meuble en question a en réalité été donné à Pie IX par l’abbé Sire, supérieur de Saint-Sulpice pour qu’y soit déposée et gardée la collection des volumes contenant la traduction de la bulle Ineffabilis Deus en toutes les langues parlées et connues. Le rôle de l’évêque Langénieux, alors à Tarbes, s’était borné à faire don de la statue d’argent, d’ivoire et émail, qui surmonte le meuble, et représente la Vierge à Lourdes. C’est une souscription publique qui fait les frais de cette merveille, et M. Félix Boisseau est l’un des principaux souscripteurs. La collection comporte 110 livres manuscrits à miniatures. L’archevêque de Reims est représenté sur l’une des faces du meuble, auprès de l’abbé Sire, offrant à Pie IX les manuscrits et la bibliothèque de la bulle de l’Immaculée Conception. Les armes de Reims sont insérées dans un médaillon représentant le sacre de Charles VII, Jeanne d’Arc présente, avec son oriflamme. Un autre médaillon est aux armes de l’archevêque Langénieux, et représente le baptême de Clovis Ier], tous deux sont en émail de Limoges, œuvre du peintre Frédéric de Courcy. La statue en argent fut modelée par Jules Lafrance, le monogramme par Lucien Falize et la couronne par J.-F. Melleris.

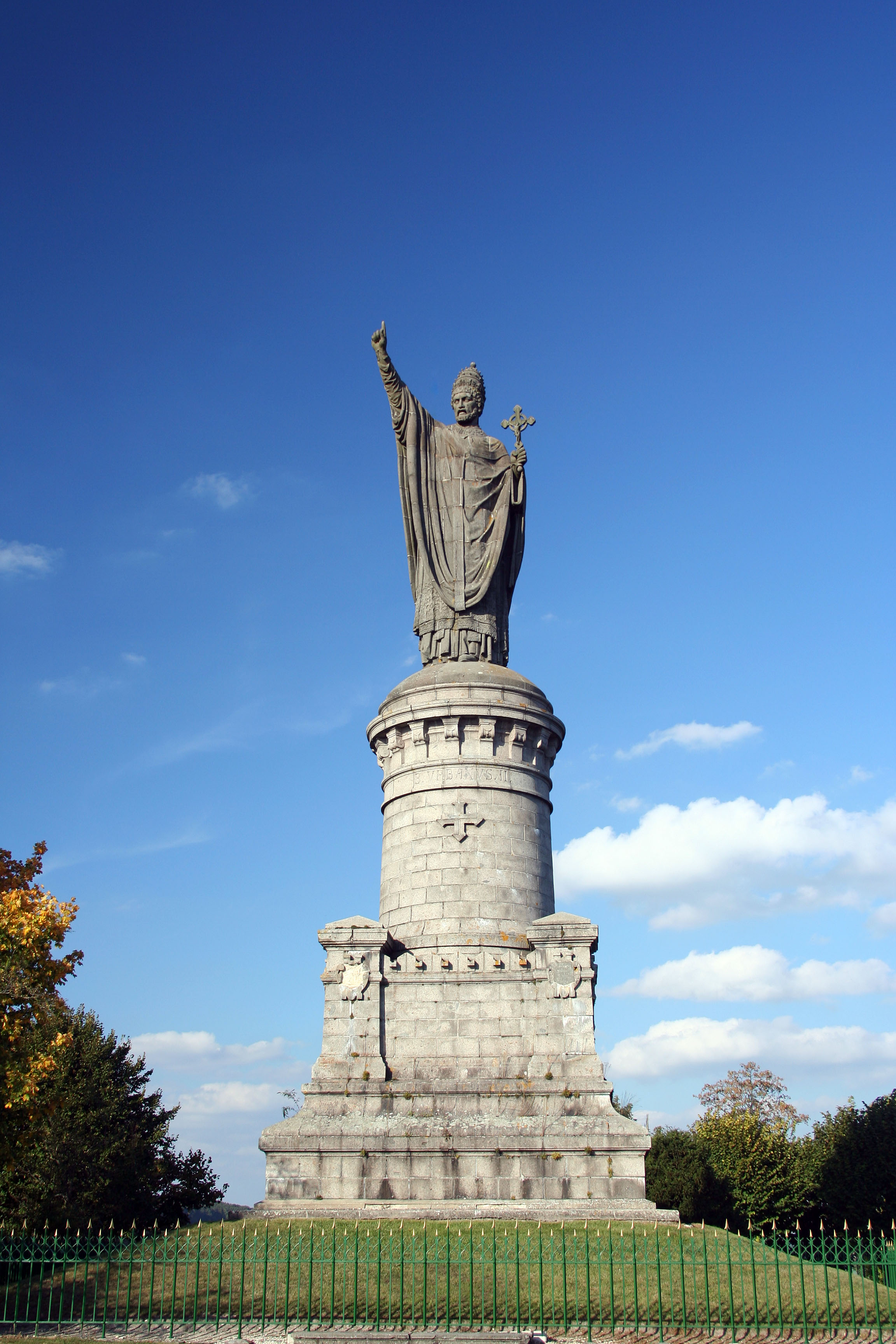
Statue d'Urbain II à Châtillon-sur-Marne.

Dès 1876, l'archevêque de Reims, reprenant pour son compte une idée émise au congrès de Malines, met à l'étude le projet d'un monument destiné à la glorification d'Urbain II, le grand pape des croisades. Cinq années plus tard, le 14 juillet 1881, Léon XIII proclame la légitimité du culte immémorial rendu à Urbain ; un triduum solennel est célébré en l'honneur du bienheureux à la cathédrale, les 27, 28 et 29 juillet 1882, le cardinal Guibert, revêtu du titre de légat apostolique, les préside au nom du souverain pontife ; le cardinal de Bonnechose, Besson, Duquesnay, d'Hulst et Joseph Lémann en commentent les leçons.
Il prend une part active à la béatification de Jeanne d'Arc et prononce un panégyrique à Orléans, en 1885.
Le 21 juillet 1887, l'inauguration de la statue gigantesque d'Urbain II, sur le plateau de Châtillon-sur-Marne, où il est né, donne lieu à des solennités non moins imposantes : Freppel y chante les gloires de l'illustre pontife devant le cardinal Langénieux qu'entourent vingt évêques et une foule immense. Mêmes honneurs sont décernés, l'année suivante, à l'humble instituteur des Frères des écoles chrétiennes, lorsque son nom est inscrit au catalogue des bienheureux ; un triduum, au cours duquel se font entendre les voix éloquentes de Péchenard, de d'Hulst, de Freppel, renouvelle toutes les splendeurs de celui d'Urbain II. Enfin, douze années plus tard, il est donné au cardinal de célébrer, une fois encore, la gloire de saint Jean-Baptiste de La Salle, en 1900.

### Cardinal

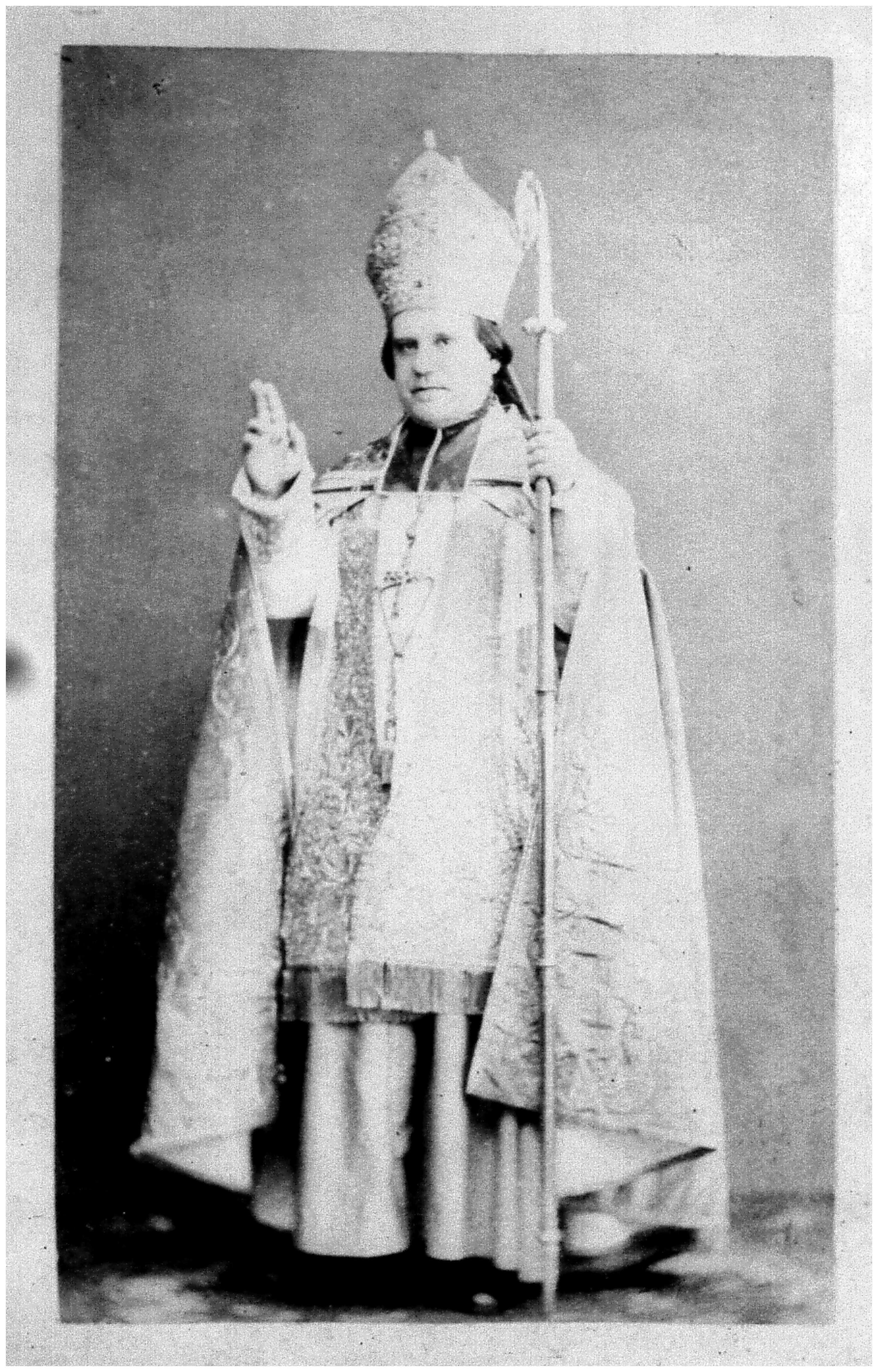
Le cardinal.

Lors du consistoire du 7 juin 1886, Langénieux est créé cardinal, par un choix tout personnel de Léon XIII qui a trois sièges à pourvoir pour la France. Le gouvernement français a proposé les archevêques de  Rennes et de Sens, mais a résisté à la nomination de celui de Reims, dont l'attitude énergique et ferme a, en plusieurs circonstances, déplu au parti qui dirige alors le pays. Sur les insistances de Rome, les difficultés s'aplanissent et Langénieux reçoit, le 16 juin 1886, des mains de Jules Grévy, la barrette rouge, insigne de sa dignité. Le Président de la République a en cette circonstance un accueil glacial. Son retour à Reims est l'occasion d'une véritable manifestation en l'honneur du nouveau prince de l'Église. Dans le consistoire du 14 mars 1887, le pape lui impose le chapeau cardinalice et lui assigne le titre presbytéral de Saint Jean Porte latine, celui-là même qu'a porté le cardinal Guibert.
Il combat vigoureusement la législation qui se prépare contre l'éducation chrétienne, les ordres religieux, et le concordat. En 1892, il signe la Déclaration des cardinaux et l'exposé de la situation faite à l'Église de France, avec ses collègues de Toulouse, Rennes, Paris et Besançon.
Lors de la laïcisation des écoles communales, c'est l'archevêque qui prend la première initiative de la création des écoles libres ; bientôt tous les quartiers en sont pourvus et une société, constituée par ses soins, assure, pendant vingt-cinq ans, leur existence. Les patronages, les cercles catholiques, continuent l'œuvre de l'école chrétienne. Langénieux inaugure lui-même les cercles de Saint-André et de Saint Maurice, les patronages de Saint-Thomas, et de Notre-Dame ; à plusieurs reprises, notamment en 1879, en 1889, en 1892, en 1900, à Reims ou à Charleville, les principaux catholiques du diocèse sont invités à se réunir en congrès autour de leur premier pasteur, pour apprendre à se mieux connaître et à coordonner leurs efforts en vue d'une action plus efficace.
Il établit les cours d'enseignement supérieur de l'Assomption ; il accueille dans sa ville archiépiscopale les dames de Nazareth ; les dames de Sainte-Chrétienne, du Sacré-Cœur, du Saint Sépulcre, les sœurs de l'Enfant-Jésus, de la Providence, les religieuses de toutes les communautés enseignantes établies reçoivent les gages les moins équivoques de sa bienveillante affection. Les orphelinats de Saint-Remi, de Sainte-Geneviève, de Saint-André s'élèvent sous ses yeux et sont inaugurés par sa bénédiction.
L'archiconfrérie de Notre-Dame de l'Usine, dont le cardinal a obtenu l'érection en 1879 et dont le siège canonique est à Saint-Remi, compte des adhérents dans le monde entier, et la statue de la Vierge, patronne du travail chrétien, reçoit de ses mains, au nom du souverain pontife, le 19 août 1900, les honneurs du couronnement. Déjà au mois de février 1885, Langénieux a pris l'initiative d'un grand pèlerinage d'industriels à Rome ; au mois d'octobre 1887, il présente au souverain pontife quinze cents ouvriers que conduisaient le comte Albert de Mun et Léon Harmel ; deux ans plus tard, au mois d'octobre 1889, le cardinal amenait encore une armée de dix-huit cents travailleurs aux pieds de Léon XIII. Le mouvement des pèlerinages ouvriers ne devait plus se ralentir. On lui a donné le titre de Cardinal des ouvriers dont il se voulait le défenseur.
En 1893, le cardinal de Reims prend la présidence du Congrès eucharistique de Jérusalem. Reçu dans la ville sainte avec les honneurs royaux dus à son titre de légat du Saint-Siège, le cardinal, en face des sectes rivales qui se disputent les lieux saints, représente l’Église et la France. En 1894, le cardinal préside à Reims le IXe congrès eucharistique ; il préside encore, en 1899, avec le titre de légat apostolique, le XIIe congrès, tenu cette fois à Lourdes.
Le 1er de l’an 1894, le cardinal Langénieux remet au chapitre de la cathédrale de Reims une belle relique de saint Bruno.
L'archevêque de Reims convie tous ses collègues, les membres de l'épiscopat français à venir célébrer avec lui, en 1896, auprès du tombeau de Saint-Remi, le quatorzième centenaire du baptême de Clovis et des Francs ; elles sont marquées par la translation du corps de l'apôtre des Francs dans une châsse digne de lui, puis, pour les clôturer et assurer au peuple rémois les fruits de grâces qu'elles lui avaient apportées, une mission générale est donnée par trente-deux pères Jésuites dans toutes les paroisses de la ville. L'église Sainte-Clotilde, élevée par Léon XIII à la dignité basilicale, devenue le centre d'une archiconfrérie de prières pour la France, restera le monument du centenaire.
En 1898, un deuil assombrit ses derniers jours et le frappe durement en la personne de sa sœur, Fanny Langénieux, qui ne l'a jamais quitté, et s'occupait des soins intimes de la maison de son frère.

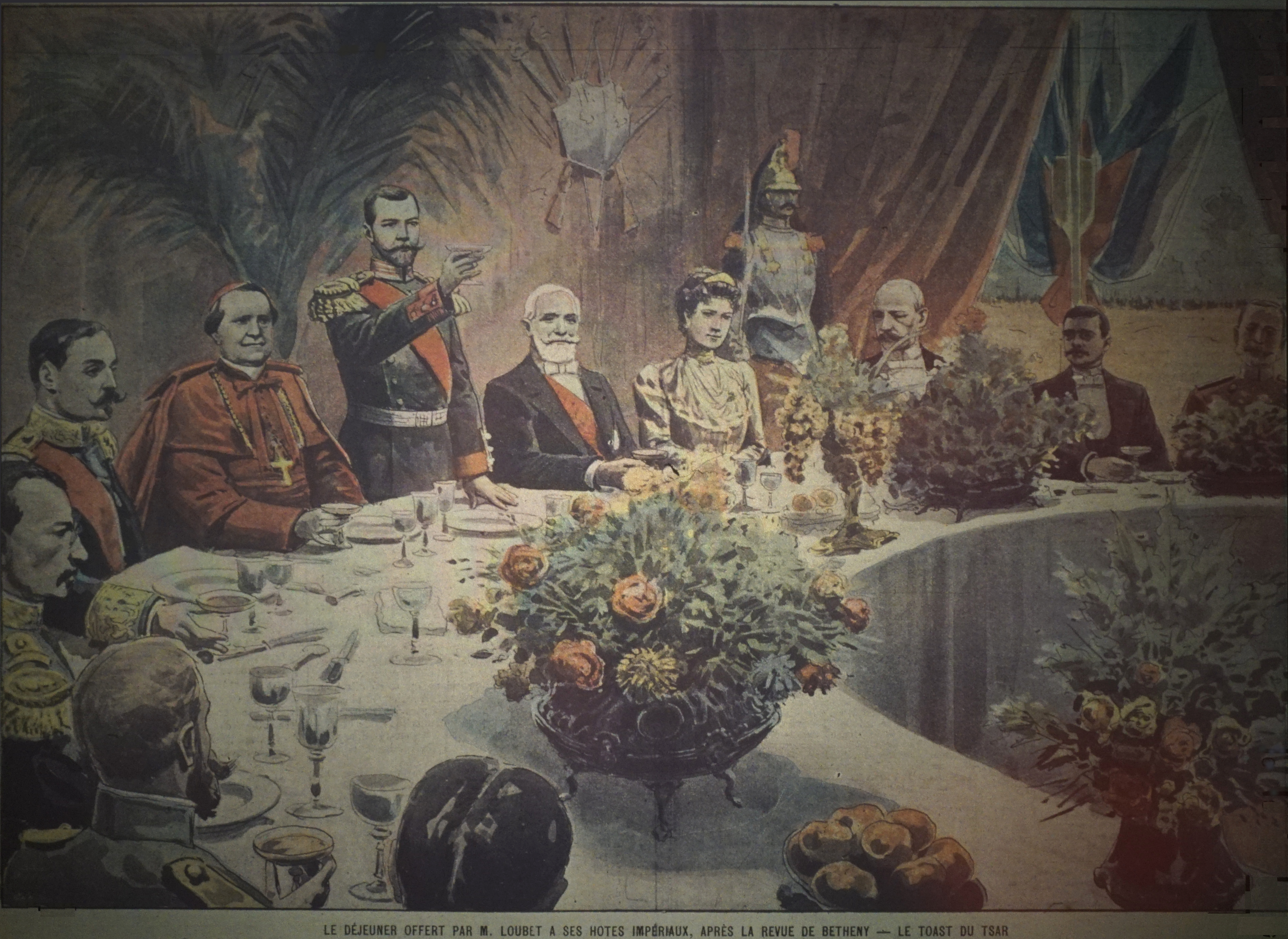
Repas avec le Tsar et le président Loubet à Reims.

En septembre 1901, Nicolas II est en visite officielle en France, provoquant l'enthousiasme de l'opinion publique. Il assiste avec le Président de la République, Émile Loubet aux manœuvres Grandes manœuvres de l'Est de 1901, près de Reims. Le 19 septembre 1901 le cardinal fait les honneurs de son église métropolitaine à l'empereur et à l'impératrice de Russie, accompagnés du Président de la République, et aussitôt après, il va à Lourdes consacrer la basilique du Rosaire.
Sa Lettre au Président de la République de 1904 reste comme témoin de son caractère épiscopal. En 1904, le cardinal, en route pour Rome, est atteint d'une bronchite et arrive dans la ville éternelle pour s'aliter. Il peut avoir néanmoins une suprême entrevue avec le pape Pie X qui s'assit sur une simple chaise à côté du malade étendu sur la sedia pontificale. Les deux vieillards échangent alors les pensées qui leur tiennent le plus à cœur, puis le cardinal, toujours souffrant, reprend la route du retour et c'est le 10 décembre, épuisé et condamné, qu'il rejoit sa ville épiscopale. Le 31, il expire dans les bras de Compant et Maurice Landrieux, témoins de sa vie et confidents de sa pensée.

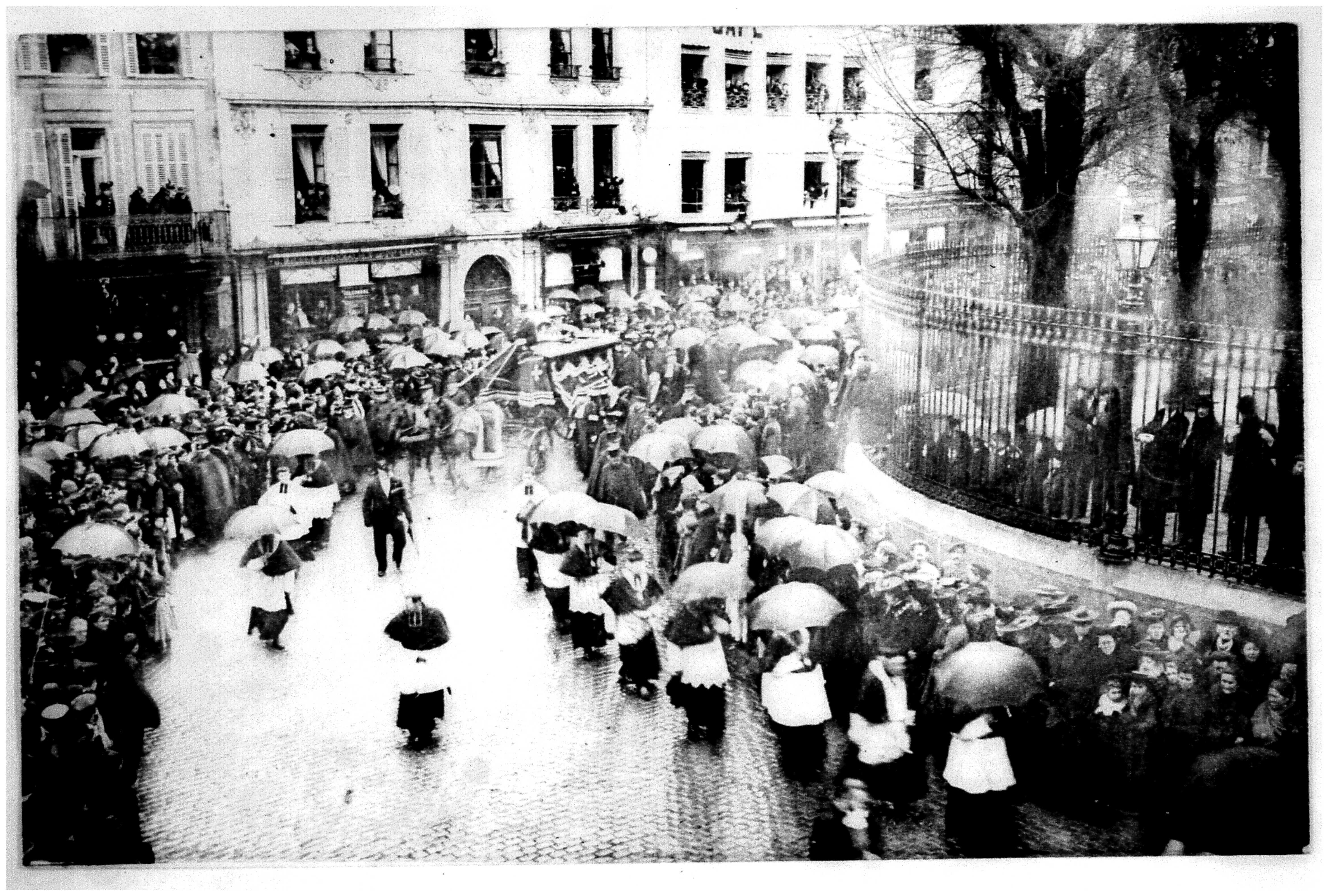
Son cortège funèbre.

Les funérailles ont lieu le 5 janvier 1905. Le cardinal Langénieux jouissait de l'amitié de Léon XIII, qui le consultait sur toutes les questions concernant l'Église de France. L'estime dans laquelle il a été tenu a été abondamment prouvée par les nombreuses décorations que les souverains européens lui ont accordées et par la nombreuse participation d'évêques, de prêtres et de personnes à ses deux jubilés et à ses funérailles. Son éloge funèbre a été prononcé par Latty, de Châlons-sur-Marne, et Touchet, d'Orléans.

## Vicaires généraux

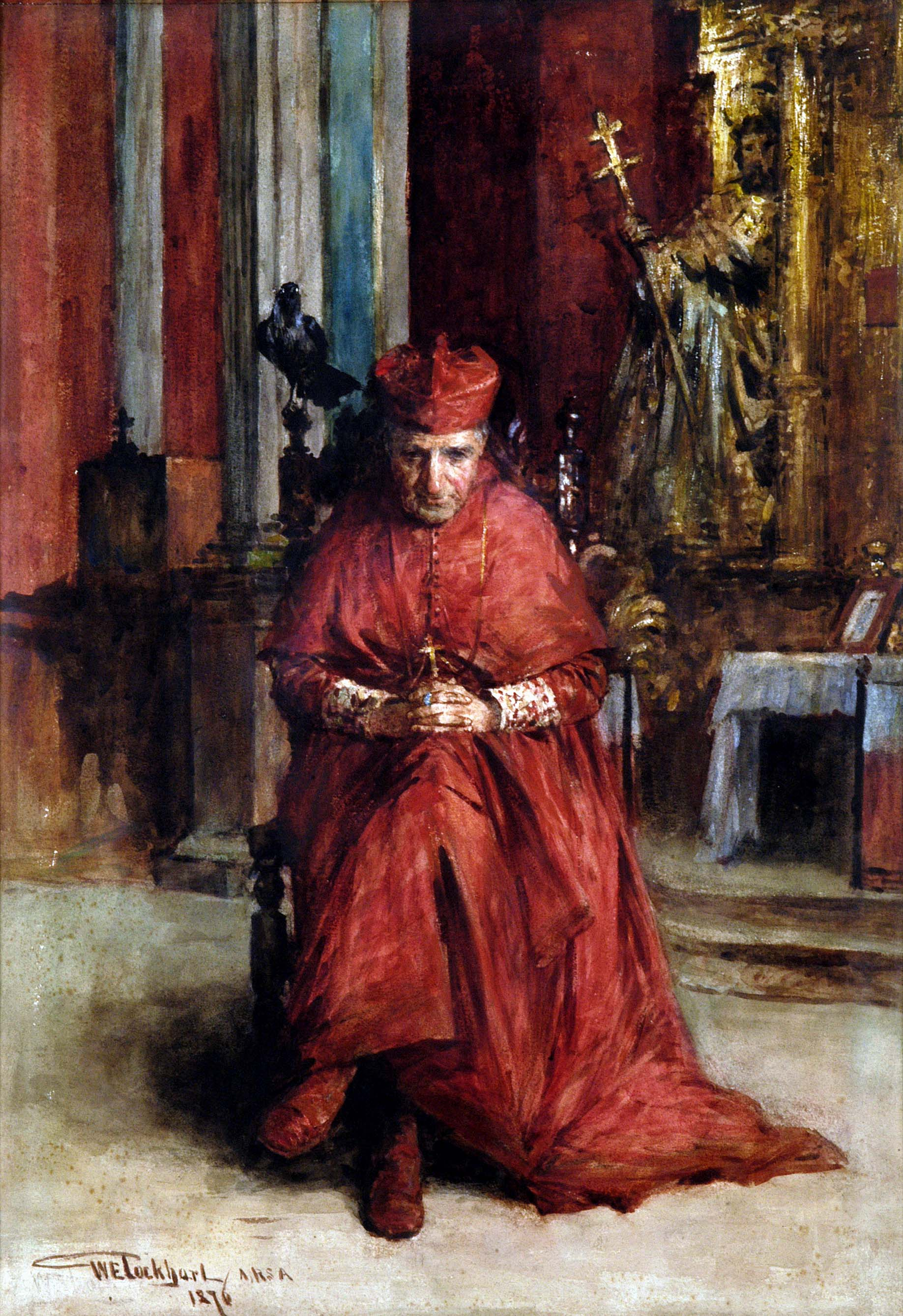
Peint par William Ewart Lockhart.

- Cauly
- Compant
- Antoine Flagel
- Maurice Landrieux
- Neveux
- Pierre-Louis Péchenard

## Constructions
Langénieux facilite aux trappistes le rachat de l'abbaye d'Igny en  1875 ; il bénit le monument élevé à Bazeilles à la mémoire des soldats victimes de la guerre, et enfin il obtient, par ses démarches multipliées, le vote de la loi du 21 décembre 1874 qui accorde un crédit de deux millions pour la restauration de Notre-Dame de Reims ; son buste en marbre lui a été offert par les ouvriers de la cathédrale, en reconnaissance de cette intervention.
Il favorise la construction de l'abbatiale d'Igny, les églises de Fumay, des Hauts-Buttés, de Matton, de Remaucourt, de Gueux, de Chaumont, de Condé-lès-Vouziers, de Barby, de Brévilly, du Fréty, d'Artaise, de Saint-Lambert, de Marquigny, de Sainte-Marie-sous-Bourcq, de Blaise, de This, de Mont-Laurent, de Thilay, de La Neuville-aux-Joûtes, d'Herbeuval, de Glaire, du Sacré-Cœur de Charleville, de Belair (écart de Charleville), de Saint-Pierre-sur-Vence, des Alleux, de Maubert, de Signy-l'Abbaye et vingt autres. Au cours de ses derniers mois, entré déjà dans sa quatre-vingtième année, il va encore inaugurer l'église de Bourg-Fidèle et celle de Bazeilles. Autour de sa cathédrale, Langénieux réussit à faire sortir du sol toute une floraison de temples nouveaux pour la population des faubourgs de la ville : Sainte-Geneviève, Saint-Jean-Baptiste de La Salle, Saint-Benoit, Sainte-Clotilde.
Il réorganise le séminaire de Charleville, après sa séparation du collège communal et en augmente les bâtiments; et porte de l'intérêt à son petit séminaire de Reims ; il fait construire une aile monumentale au grand séminaire. Il fonde l'Œuvre des Séminaires destinée à remplacer les bourses supprimées par l'État. les collèges diocésains voient le cardinal Langénieux revenir toujours volontiers dans leurs murs; il prend plaisir à présider les distributions de prix ; il donne un nouvel accroissement à l'institution Notre-Dame de Rethel, dont les nouvelles constructions portent le buste du cardinal Langénieux en regard de celui du fondateur, le cardinal Gousset ; il ouvre l'institution Saint-Remi de Charleville et la succursale de Rethel, Sainte Macre de Fismes.  Il bénit les accroissements successifs de l'école Saint-Joseph, du pensionnat de la rue de Venise.
Pour compléter son œuvre, il restaure l'église et le prieuré de Binson et y établit une communauté de prêtres missionnaires destinés à évangéliser les paroisses de la contrée ; plus tard, lorsque les Pères blancs établissent leur séminaire au Prieuré, ces ecclésiastiques se constituent en société séculière à Reims, sous le titre d'oratoriens de Saint-Philippe de Néri.

## Succession apostolique
Benoît Langénieux a ordonné les évêques suivants :
- Évêque Claude-Thierry Obré (1878)
- Évêque Désiré-Joseph Dennel (1880)
- Évêque Jean-Baptiste-Marie-Simon Jacquenet (1881)
- Évêque Joseph-Maxence Péronne (1884)

## Publications
- Huit lettres pastorales (Tarbes , 1873)
- 231 mandements (Reims, de 1874 à 1905)
- Abrégé de l'Histoire de la Religion (Paris, 1874), comprenant l'histoire sainte et l'histoire de l'Église
- Allocution prononcée par Son Exc. Mgr l'archevêque de Reims aux funérailles du général Chanzy, le 10 janvier 1883[5].
- Allocution prononcée par S.E. Mgr le cardinal Langénieux, le 19 novembre 1886, dans l'église du Vœu national, à l'occasion de la bénédiction de l'abside[6].

## Distinction
- Chevalier de la Légion d'honneur (4 mai 1870)[7]

## Armes
D'azur, à la croix d'argent potencée cantonnée de quatre croisettes du même.